# Siro, Como
San Siro là một đô thị ở tỉnh Como trong vùng Lombardia, located on the north-west shore of Lake Como immediately về phía bắc của Menaggio and về phía nam của Cremia.
It is about 70 km về phía bắc của Milano và khoảng 30 km về phía đông bắc của Como. Tại thời điểm ngày 31 tháng 12 năm 2004, đô thị này có dân số 1.826 người và diện tích là 18,55 km².
Đô thị này được thành lập ngày 30/3/1999 trên cơ sở sáp nhập các đô thị Sant'Abbondio và Santa Maria Rezzonico.
San Siro giáp các đô thị: Cremia, Menaggio, Plesio; và bên kia hồ ở tỉnh Lecco: Bellano, Dervio và Perledo